# Pinacoteca civica Francesco Podesti
La Pinacothèque d'art civique Francesco Podesti d'Ancône a été construite en 1884. 
Son établissement est principalement dû au fervent intérêt du peintre ancônitain Francesco Podesti, à qui la collection d'art fut dédiée. 
La Pinacothèque rassemble des peintures de l'histoire de l'art italienne de valeur universelle ainsi que d'autres d'un grand intérêt pour la compréhension de la peinture dans la région des Marches du XIVe au XIXe siècle.

## Histoire
Le noyau originel des collections se compose d'œuvres d'entités religieuses disparues après l'unification italienne. Par la suite, les collections se sont enrichies grâce aux dons de familles nobles de la ville, qui au fil des siècles ont rassemblé dans leurs palais un patrimoine artistique considérable. Des acquisitions ciblées, notamment d'œuvres modernes, ont finalement conduit la Pinacothèque à ses caractéristiques actuelles.

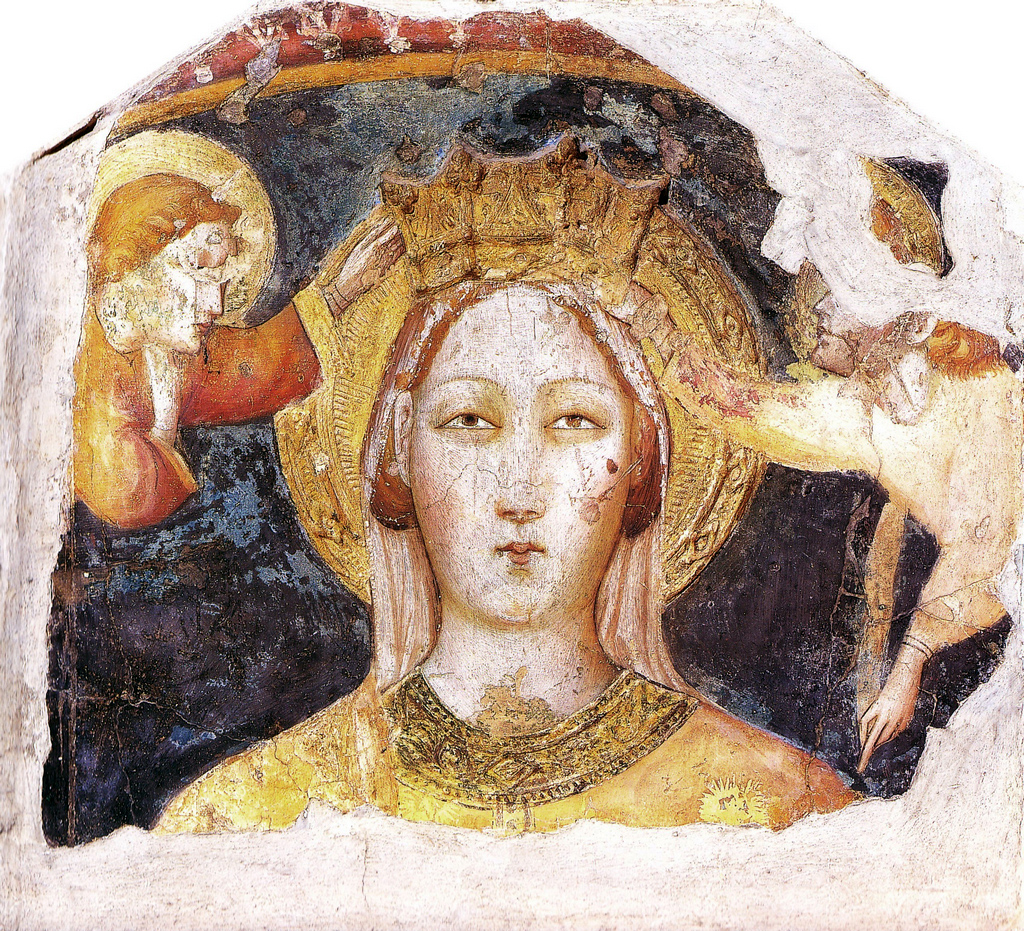
Vierge couronnée par Olivuccio di Ciccarello.

Le premier site fut l'ancien couvent de San Domenico ; puis, en 1927, la galerie de peinture a été transférée dans l'ancien couvent de San Francesco alle scale.
Pendant la Seconde Guerre mondiale, Pasquale Rotondi, surintendant des Galeries des Marches, défiant toutes sortes de difficultés, cacha les chefs-d'œuvre majeurs de la Pinacothèque, ainsi que ceux des autres villes des Marches et de Venise, dans la forteresse de Sassocorvaro, pour les sauver des raids terrestres comme aériens. Ce fut une intervention providentielle, car le précédents lieu d’entrepôts et d’exposition des tableaux fut détruit par les bombardements de 1943 .
Pendant la période de la Reconstruction, de nombreuses oeuvres de la galerie de tableaux furent entreposées à Urbino ; le retour de ces œuvres à leur emplacement d'origine a été principalement l'œuvre du fervent intérêt de Pietro Zampetti, critique d'art et, pendant des années, surintendant des galeries Marche. La première étape franchie par le professeur Zampetti pour la réouverture de la pinacothèque a été franchie en 1950, lorsque les chefs-d'œuvre de la collection civique sont revenus dans la ville, à l'occasion de l'inauguration de l'exposition  Peinture vénitienne dans les Marches. La deuxième étape fut la réouverture de la pinacothèque, en 1958, installée dans le palais médiéval degli Anziani, le même où avait été installée la grande exposition de 1950. En 1973, le nouveau siège actuel a été inauguré, le Palazzo Bosdari, une ancienne et prestigieuse résidence noble.

## Palais Bosdari
Le siège de la Pinacothèque, Palazzo Bosdari, est d'origine médiévale. En 1550, il fut acheté par la famille Bosdari, originaire de Raguse, en Dalmatie, qui en 1560 le fit restaurer par Pellegrino Tibaldi.
Depuis 2016, la Pinacothèque a été agrandie en récupérant de l’espace dans le Palazzo Bonomini, adjacent au Palazzo Bosdari, et en reliant les deux bâtiments.

## Artistes

Vierge à l'Enfant, de Carlo Crivelli.

Les œuvres les plus importantes au niveau national sont celles des peintres de la Renaissance italienne tels que Carlo Crivelli, Titien, Lorenzo Lotto, Sebastiano del Piombo, Guercino auquel on ajoutera Domenico Zampieri dit le Dominiquin de l’école baroque de Bologne et Giovanni Battista Salvi dit le Sassoferrato, peintre renommé pour ses délicates Madones. 
On ajoutera à cette liste le peintre des Marches, Carlo Maratta, qui, bien que moins connu du public français, n'en fut pas moins le grand maître du plus grand atelier de Rome au XVIIe siècle. 
À noter également la collection d'œuvres de Francesco Podesti, cadeau de l'auteur, qui fut le plus ardent promoteur de l'institution de la Pinacothèque.
Fondamental pour l'étude de la peinture dans les Marches est l’ensemble pictural d'Olivuccio di Ciccarello, figure principale de l'école de peinture d'Ancône et qui a prospéré entre les XIVe et XVe siècles,. 
La Pinacothèque tient également pour remarquable la présence d'œuvres d'Arcangelo di Cola,  peintre marchisan du gothique flamboyant appartenant à l'école de Camerino au Quattrocento et documenté entre 1416 et 1429, ainsi que les œuvres d'Andrea Lilio dit l’Anconitain, dernier représentant d'importance du maniérisme durant la Rome baroque.
Les oeuvres d'autres artistes importants sont présentes dans la Pinacothèque : 
- Giacinto Brandi,
- Angelo Caroselli,
- Antonio Circignani,
- Domenico Corvi,
- Domenichino,
- Sassoferrato,
- Giovanni Antonio Galli dit le Spadarino,
- Ciro Ferri,
- Francesco Foschi,
- Antonio Tempesta,
- Antonio Zanchi.

## Œuvres majeures
Peintures
- Olivuccio di Ciccarello :
  - Circoncision, vers 1430-1439

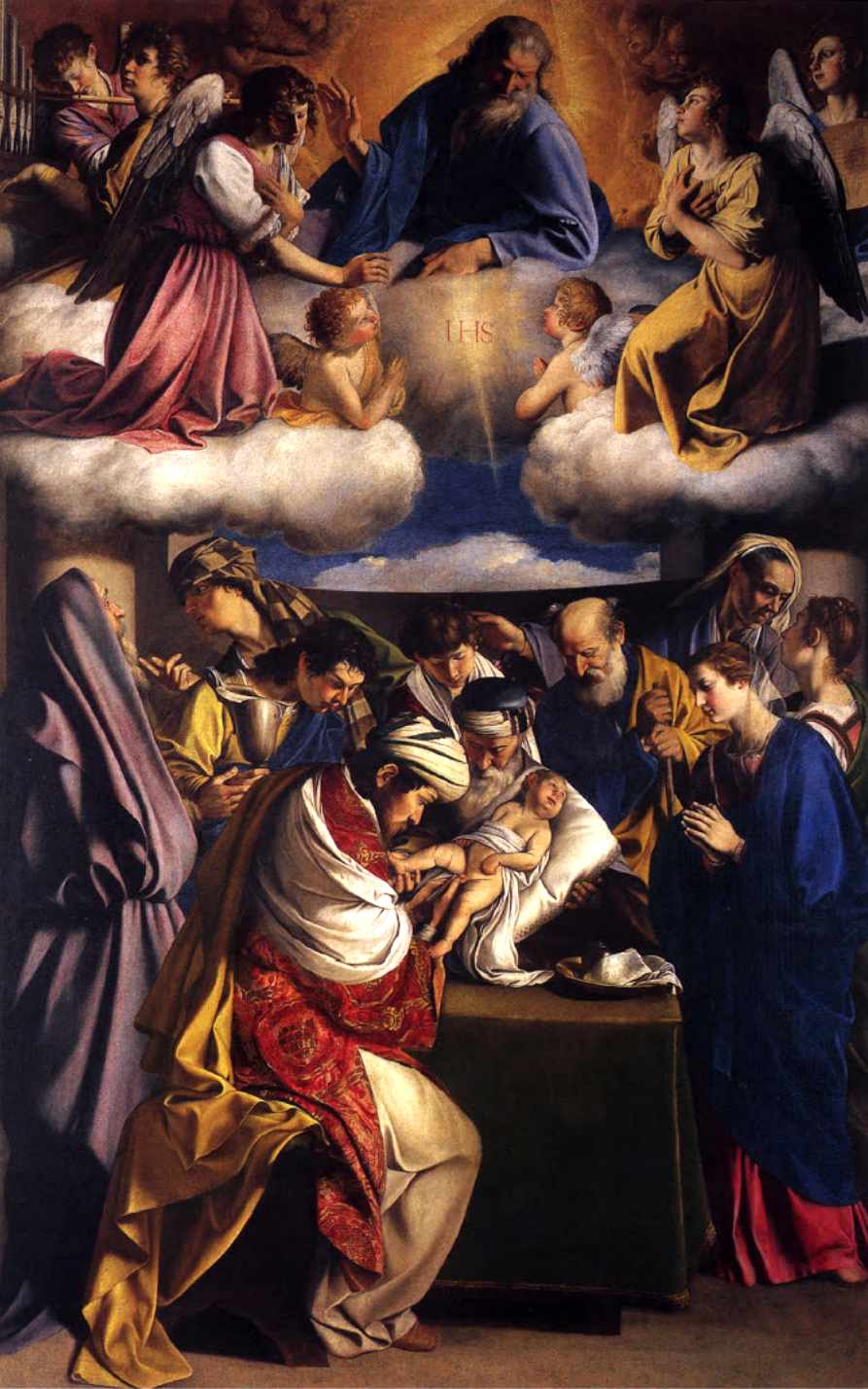
La Circoncision d’Orazio Gentileschi.

  - Dormitio Virginis, vers 1400-1410
  - Vierge couronnée (fragment de fresque)

- Carlo Crivelli, Vierge à l'Enfant, vers 1480
- Le Titien : 
  - Apparition de la Vierge, 1520,
  - Crucifixion (déposée par l'église de San Domenico).
- Lorenzo Lotto, Retable de la hallebarde, 1539
- Il Guercino :
  - Santa Palazia
  - Immaculée Conception, 1656.
- Sebastiano del Piombo, Portrait de Francesco Arsilli, vers 1520-1525
- Andrea Lilli :
  - Quatre Saints en extase
  - Vue d'Ancône (fragment d'un retable),
  - Histoires de Saint-Nicolas de Tolentino (onze tableaux),
  - Le Crucifix entre San Giovanni Battista et San Nicola da Tolentino,
  - L'incrédulité de saint Thomas.
- Carlo Maratta, Vierge à l'enfant avec les saints Nicolas de Bari, Francesco di Sales et Ambroise, 1672
- Domenico Corvi, San Nicola da Tolentino et le bienheureux Antonio da Amandola intercèdent pour les âmes du purgatoire
- Francesco Podesti :
  - Le Serment des Anconetani
  - Portrait des marquis Busca
  - Etéocle et Polinice
  - Torquato Tasso à la cour de Ferrare
  - Angelica libérée par Ruggiero
  - Recueil de  cartons préparatoires aux fresques que le peintre peignit à Rome et à Milan.

Peintures placées hors site
Les peintures suivantes appartenant à la Pinacothèque située hors site sont remarquables par leur importance :
- Lorenzo Lotto, Assomption de la Vierge (dans l'église de San Francesco alle Scale) ;
- Il Guercino, Annonciation (dans l'église de San Domenico) ;
- Orazio Gentileschi, Circoncision (dans l'église du Gesù) ;
- Andrea Lilli, Anges portant la Sainte Maison de Loreto (dans l'église de San Francesco alle Scale) ;
- Pellegrino Tibaldi, Baptême du Christ (dans l'église de San Francesco alle Scale) ;
- Luigi Vanvitelli :
  - Nouveau Lazaret d'Ancône du côté où la marchandise est introduite, dessin aquarellé, 48 × 71 cm  (au Musée de la Ville d'Ancône) ;
  - Porte de la nouvelle jetée ou les deux du bras du port d'Ancône, dessin à l'aquarelle, 47,5 × 61 cm (au Musée de la Ville d'Ancône) ;

Impressions
Parmi les gravures, il convient de mentionner:
- Giovanni Battista Piranesi, Arc de Trajan à Ancône, eau-forte, 19 × 33 cm ;
- Giuseppe Vasi, Vue d'Ancône avec le lazaret, eau-forte, 69,5 × 145 cm.

Sculptures anciennes
Parmi les sculptures anciennes, la Pinacothèque possède une série de bas-reliefs médiévaux de Margaritone d'Arezzo, qui décoraient à l'origine la façade du Palazzo degli Anziani ; certains d'entre eux sont exposés au siège, d'autres à l'intérieur du bâtiment d'où ils proviennent.

Quelques œuvres.
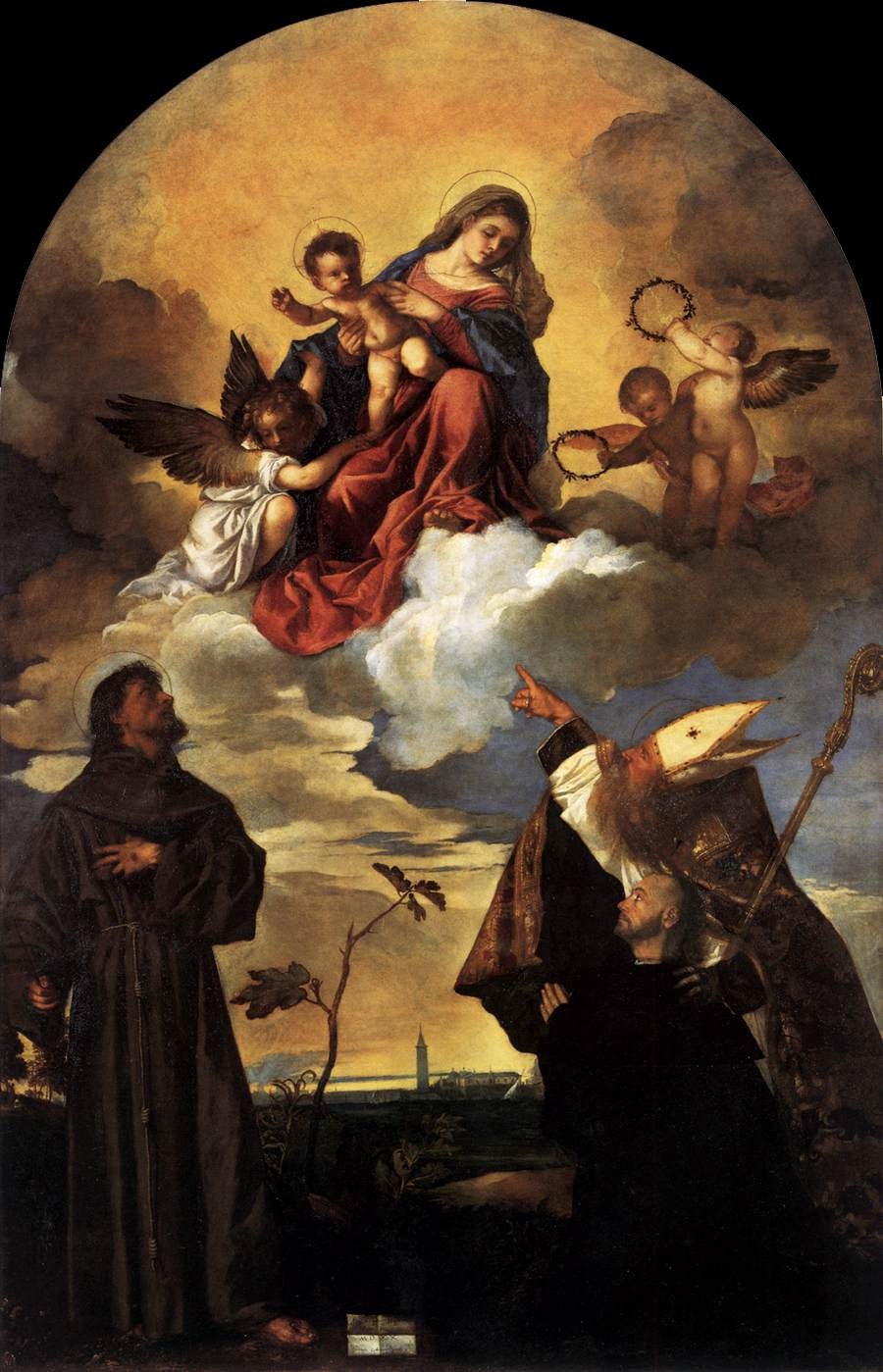
Retable Gozzi du Titien.
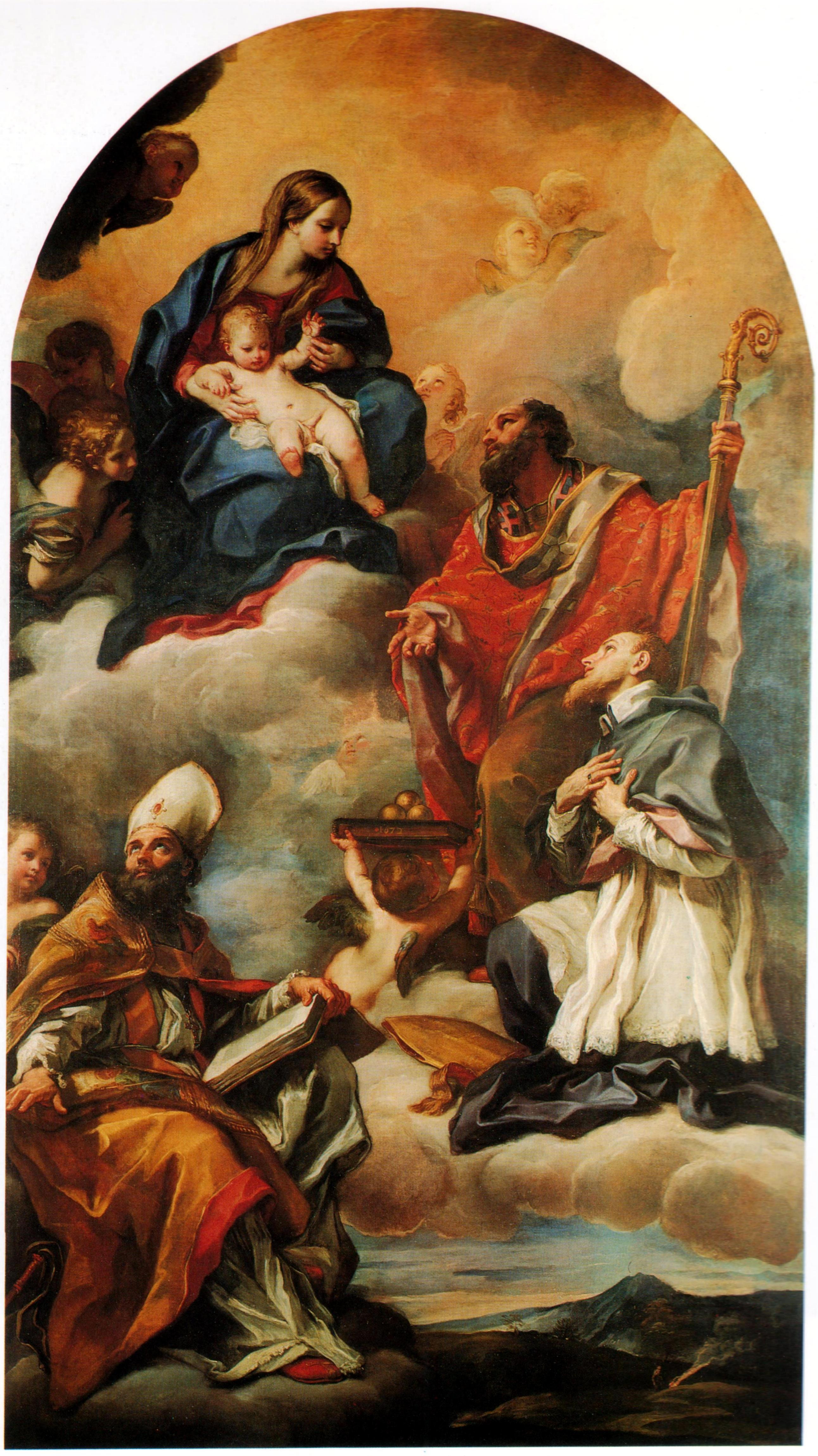
La Vierge à l'Enfant et saint Ambroise, saint François de Sales et saint Nicolas, de Carlo Maratta.
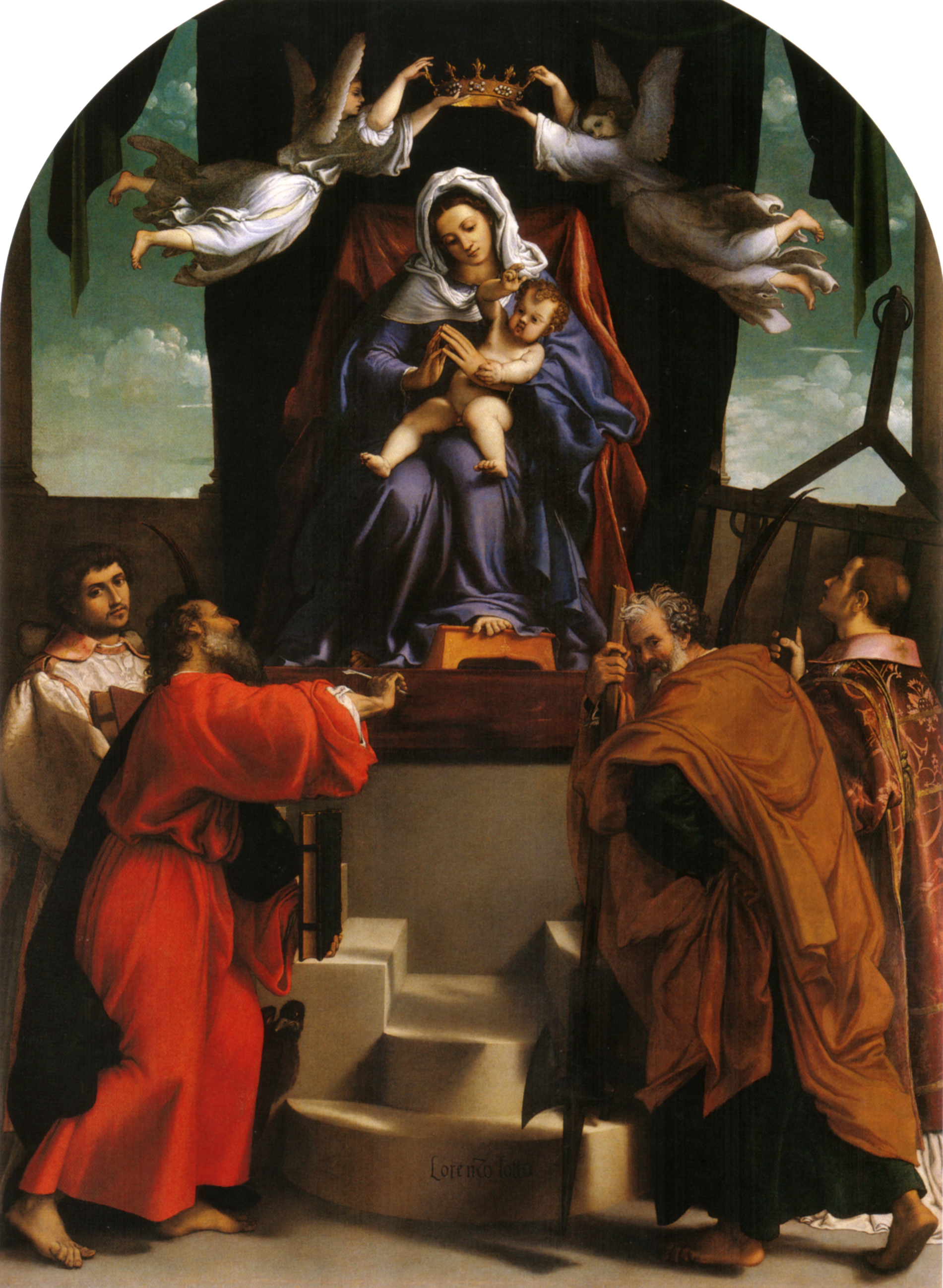
Retable de la Hallebarde, Lorenzo Lotto.

## Galerie d'art moderne
Le Palais Bosdari abrite également la Galerie d'Art moderne, qui souffrait d'un grave manque d'espace jusqu'en 2011 et qui a aujourd'hui partiellement rouvert.
Peintures
Les peintres les plus importants présents avec leurs œuvres sont : Getulio Alviani, avec une de ses « surfaces à texture variable » en aluminium, Bruno da Osimo, avec neuf gravures, Anselmo Bucci, avec deux huiles parisiennes, Nino Caffè, avec une nature morte, Corrado Cagli, avec trois tableaux, Massimo Campigli, avec une œuvre de la seconde période parisienne, Bruno Cassinari, avec un marine, le fondateur du mouvement international Trans-Avant-Garde, à savoir Enzo Cucchi, mais aussi Adolfo De Carolis, avec trois gravures sur bois et un dessin, Virgilio Guidi, Carlo Levi, Pio Pullini, Ivo Pannaggi, Orfeo Tamburi, Luigi Veronesi. À noter également un autoportrait d'Amerigo Asciutti, peintre d'Ancône de la fin du XIXe siècle.
Sculptures

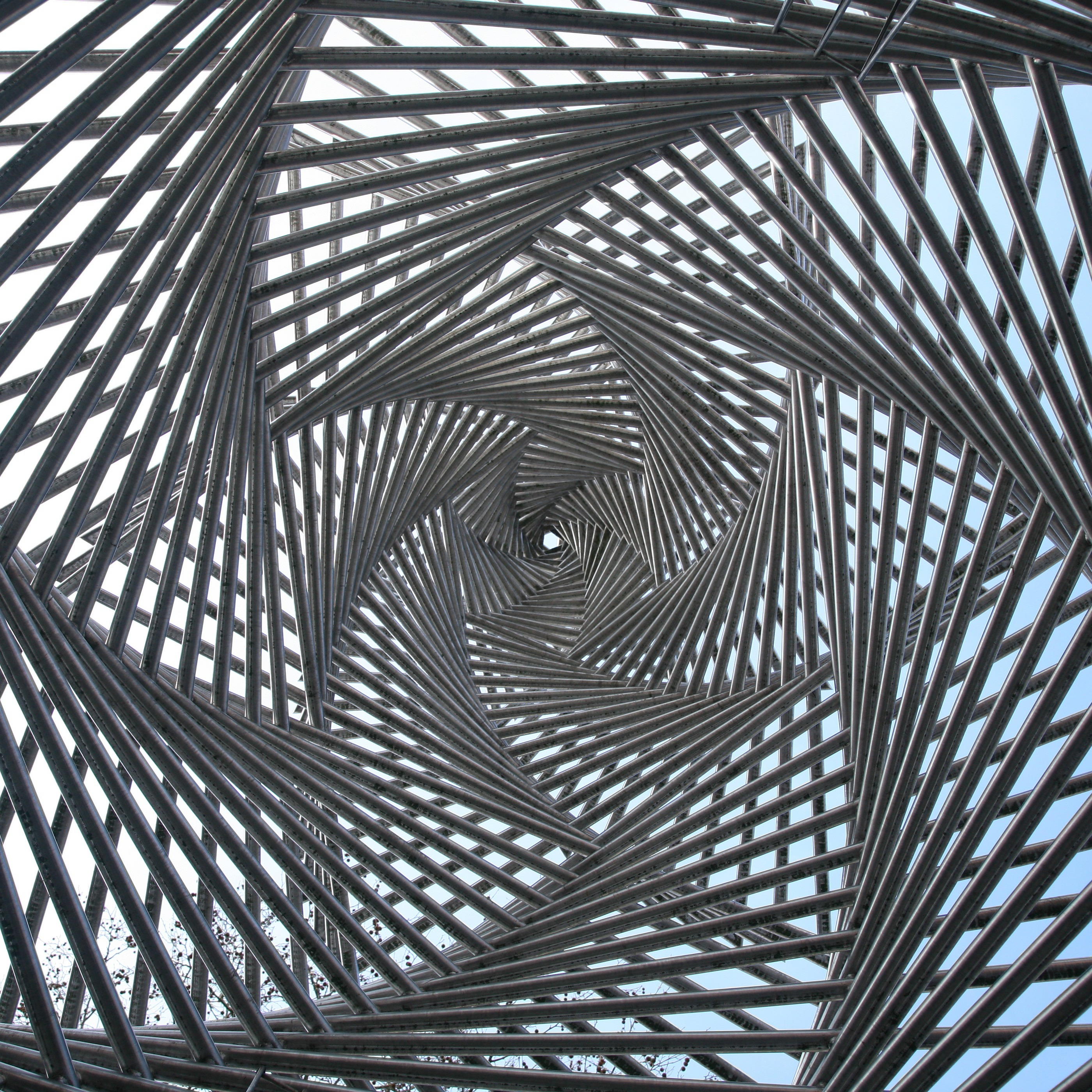
Mémorial de la Nuit des Cristaux à Göttingen ; c'est une œuvre de Corrado Cagli dont le modèle est conservé à la Pinacothèque.

Parmi les sculptures, les œuvres de : Remo Bianco, Corrado Cagli, dont la maquette du monument érigé à Göttingen pour commémorer la Nuit de Cristal, Aristodemo Costoli, Edgardo Mannucci, Augusto Murer sont exposées. 
En outre, la pinacothèque conserve diverses œuvres de Valeriano Trubbiani, dont l'esquisse métallique du Mater Amabilis, l'un des monuments modernes les plus célèbres d'Ancône : les Rhinocéros de la Piazza Pertini. Il y a aussi des œuvres d'importants sculpteurs d'Ancône Mentore Maltoni et Vittorio Morelli ; de ce dernier, il convient de noter le portrait de Fra' Paolo Mussini, l'artiste du début du XXe siècle, dont Ancône conserve des peintures remarquables dans l'église des Capucins.

## Agrandissement des espaces d'exposition

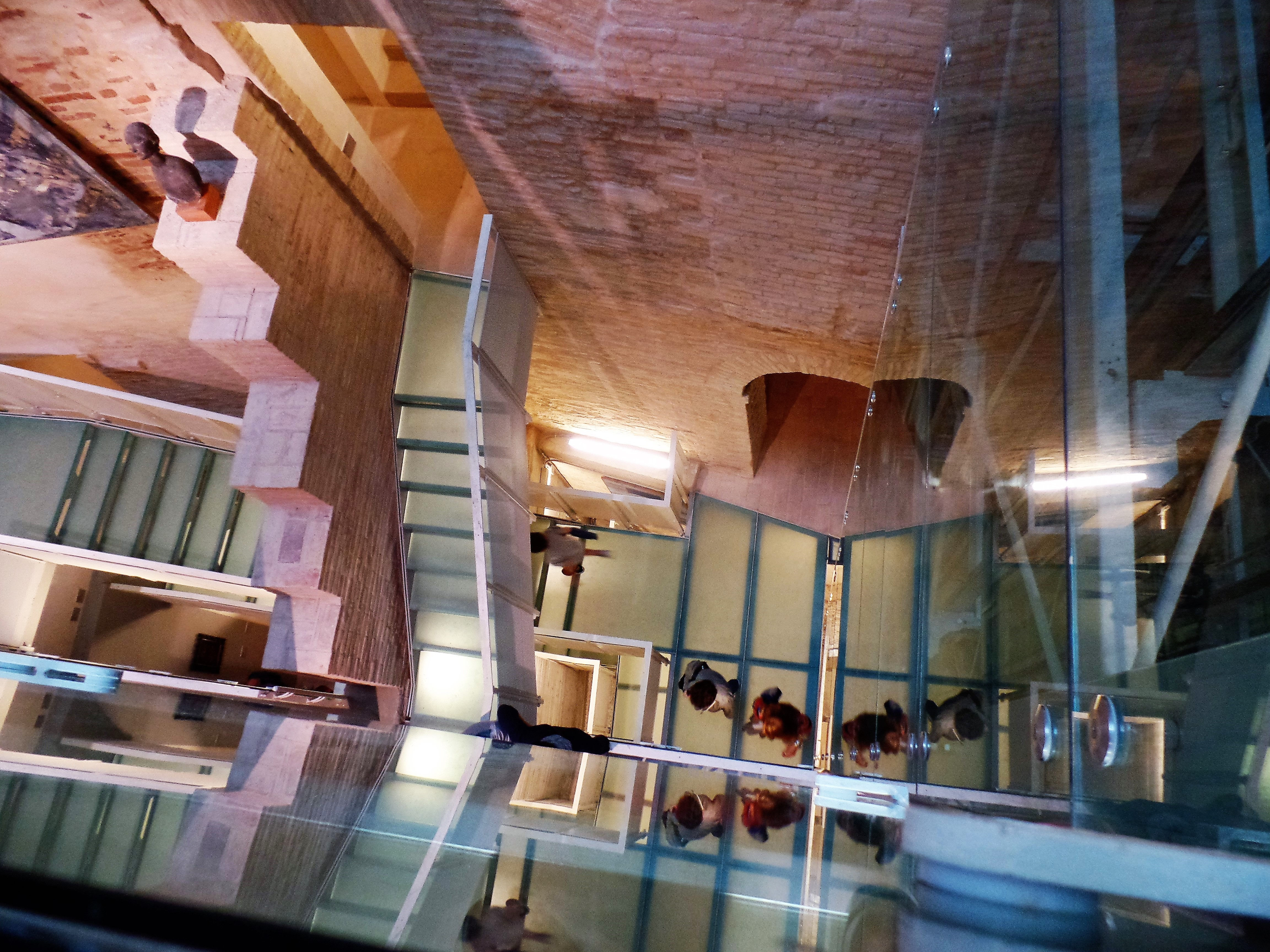
Le nouvel escalier intérieur, dans l'aile du Palazzo Bonomini.

À partir du 1er janvier 2012, la Pinacothèque et la Galerie d'Art Moderne sont fermées pour permettre l'achèvement des travaux de restauration et d'agrandissement du site, qui occupera également le bâtiment adjacent au Palazzo Bosdari : Palazzo Bonomini ; la réouverture était prévue en octobre de la même année, mais à l'automne 2015 les collections étaient toujours fermées au public. 
À la fin des travaux, seront ouvertes cinq autres salles et un espace pour les expositions temporaires (dans les étages sous la cour d'entrée). Pendant des décennies, les représentants les plus illustres de la culture urbaine se sont plaints du manque d'espace du Palais Bosdari. L'extension permettra enfin de répondre au besoin d'exposer de grandes œuvres anciennes et des œuvres modernes reléguées dans des entrepôts ; il permettra également de nouvelles acquisitions.
Un premier résultat tangible de la campagne d'agrandissement a été, en 2016, l'ouverture d'une nouvelle entrée sur le Vicolo Foschi, à quelques mètres du port et des postes d'amarrage des ferries : les milliers de touristes attendant d'embarquer peuvent enfin visiter plus facilement les collections. De la nouvelle entrée, un ascenseur d'environ 26  mètres mène aux salles d'exposition et, à l'avenir, également à la tourelle de la galerie de photos, où un bar est installé avec une vue panoramique sur le port et les quartiers les plus anciens de la ville. Après la réouverture, les travaux se poursuivront avec la restauration des peintures Renaissantes qui ornent les plafonds de l'édifice ,.

## Les espaces de l'extension

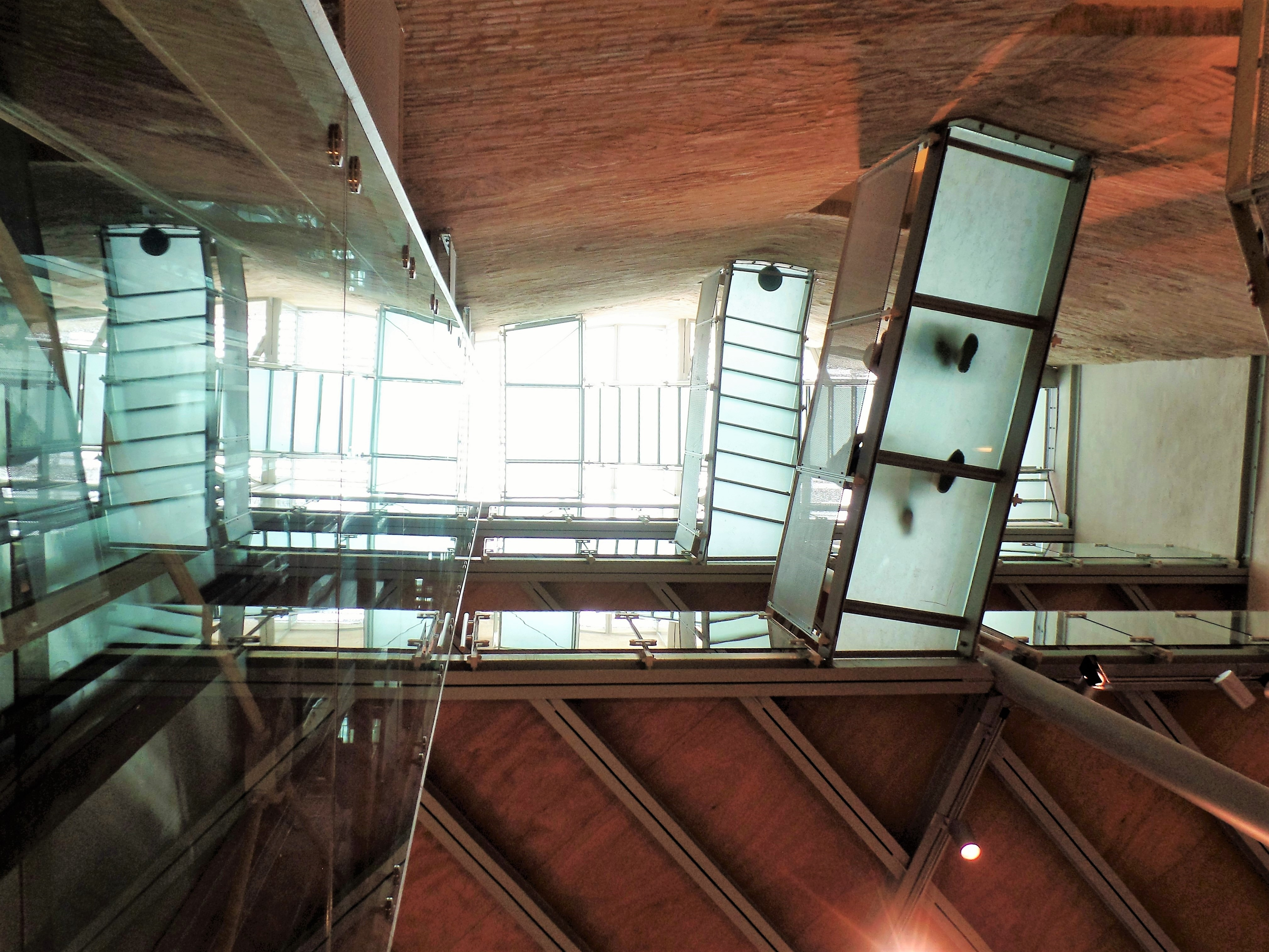
Aile du Palazzo Bonomini, couloirs suspendus avec sol en verre.
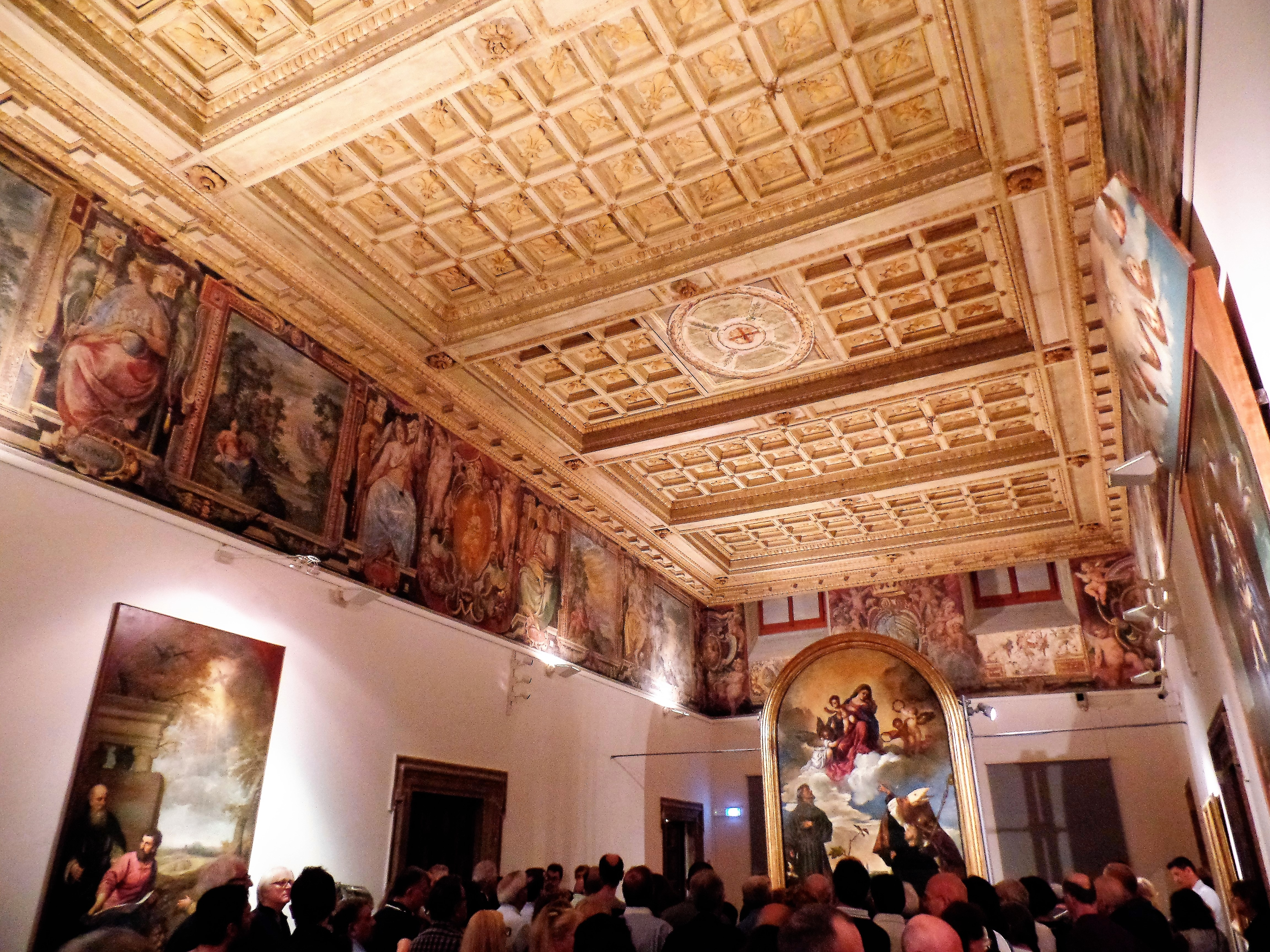
Sala del Cinquecento, consacrée au critique d'art Pietro Zampetti.
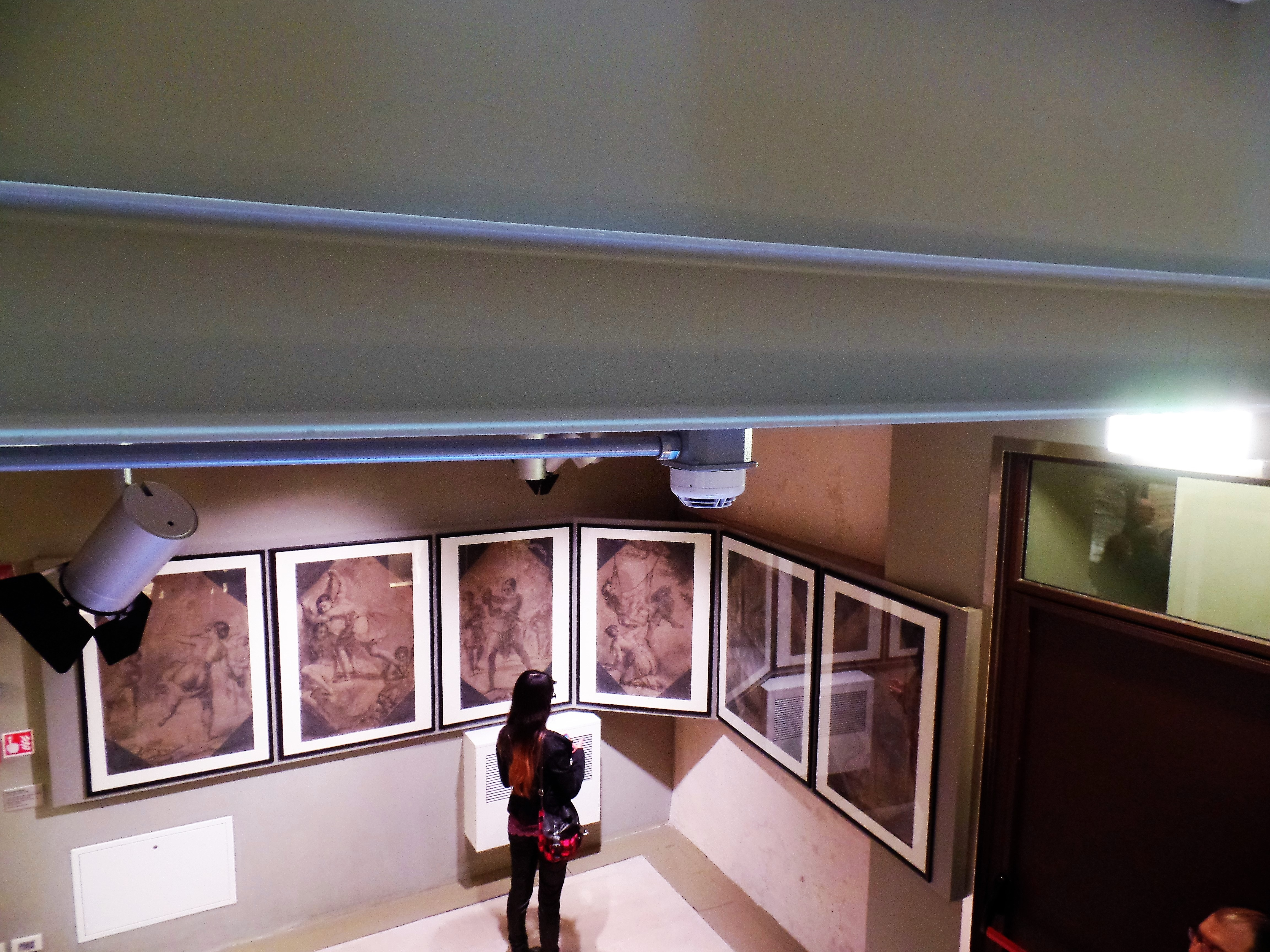
Chambre avec des œuvres de Podesti.
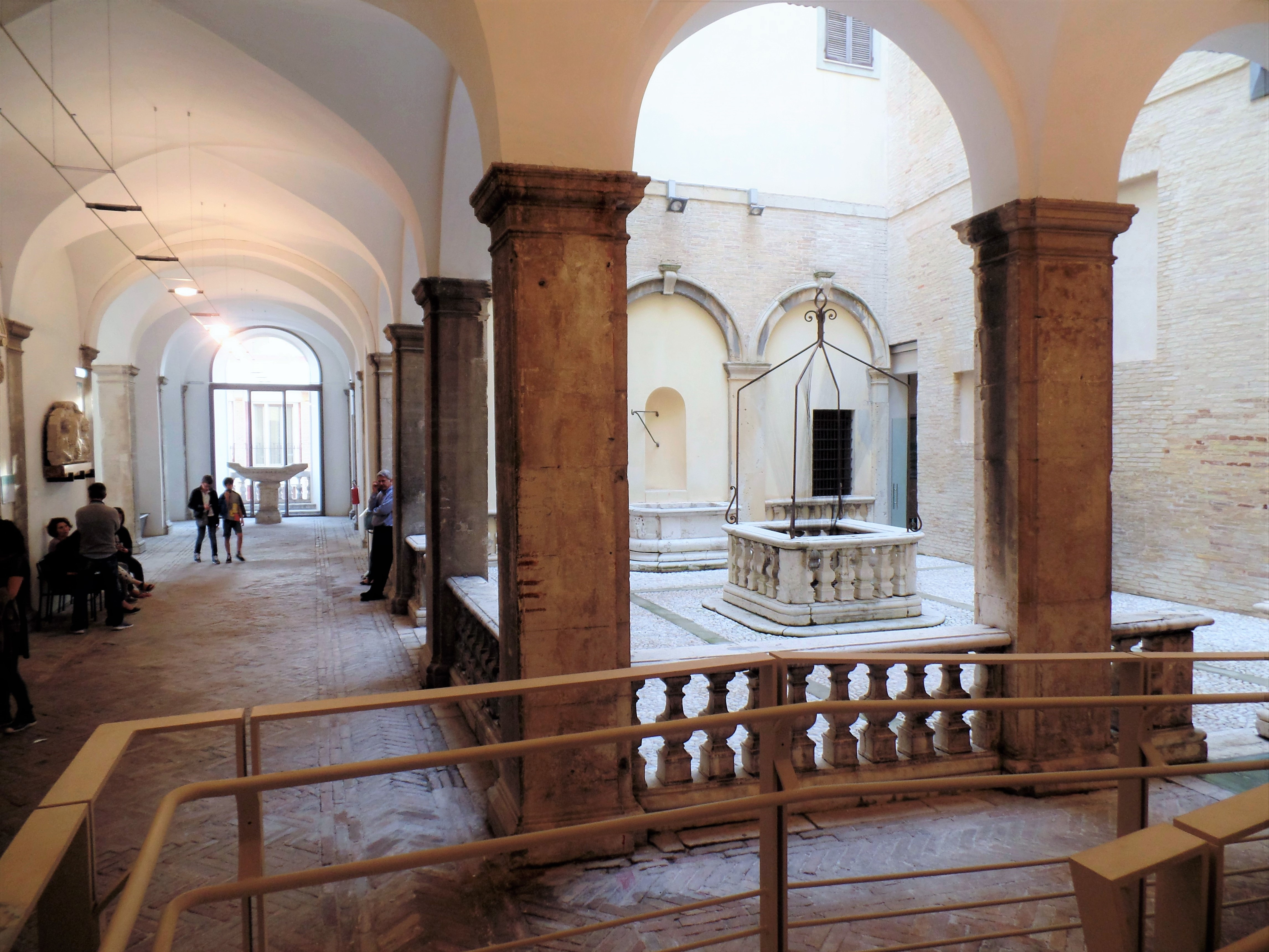
Cour.
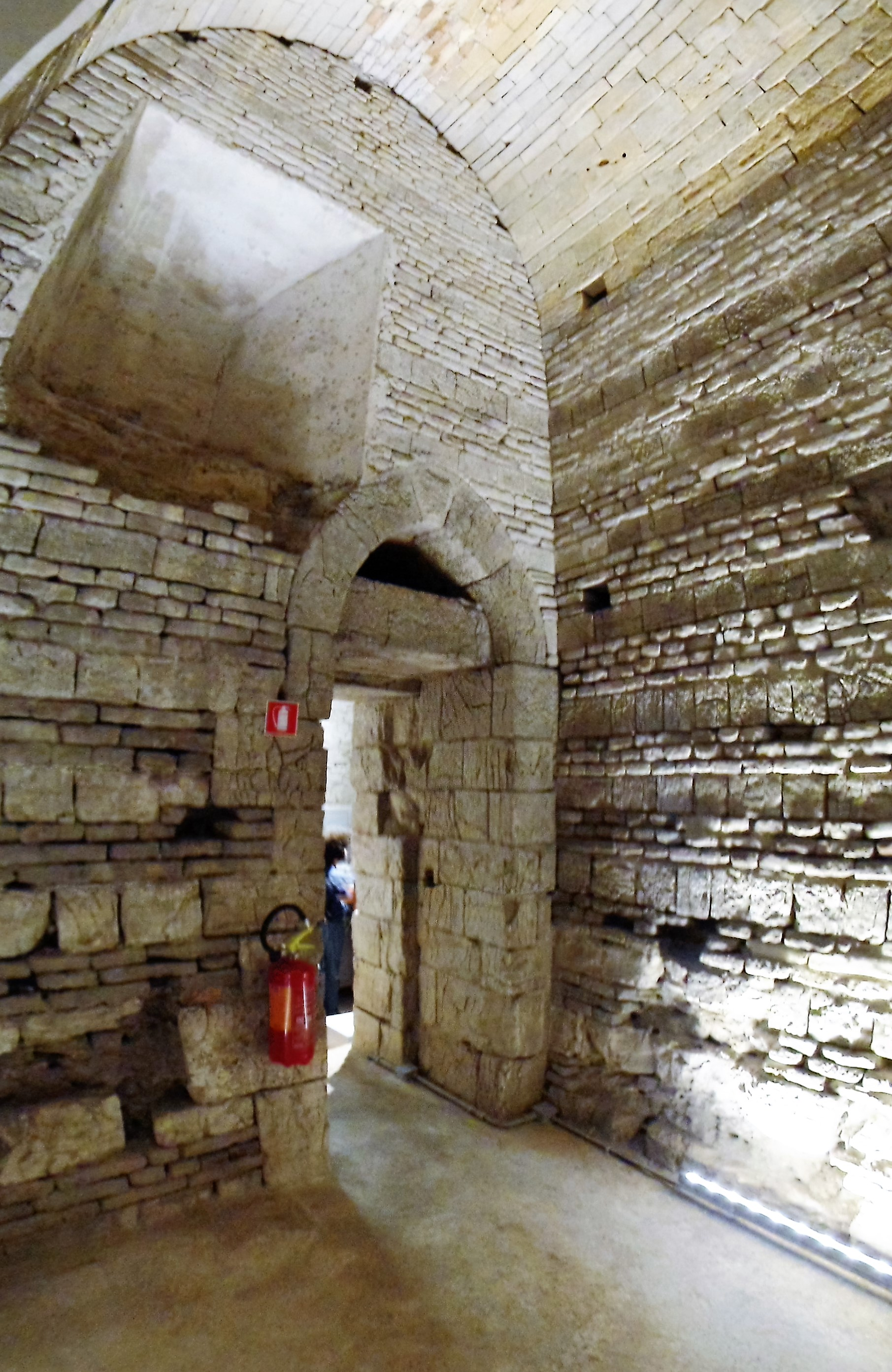
Base de la tour médiévale.
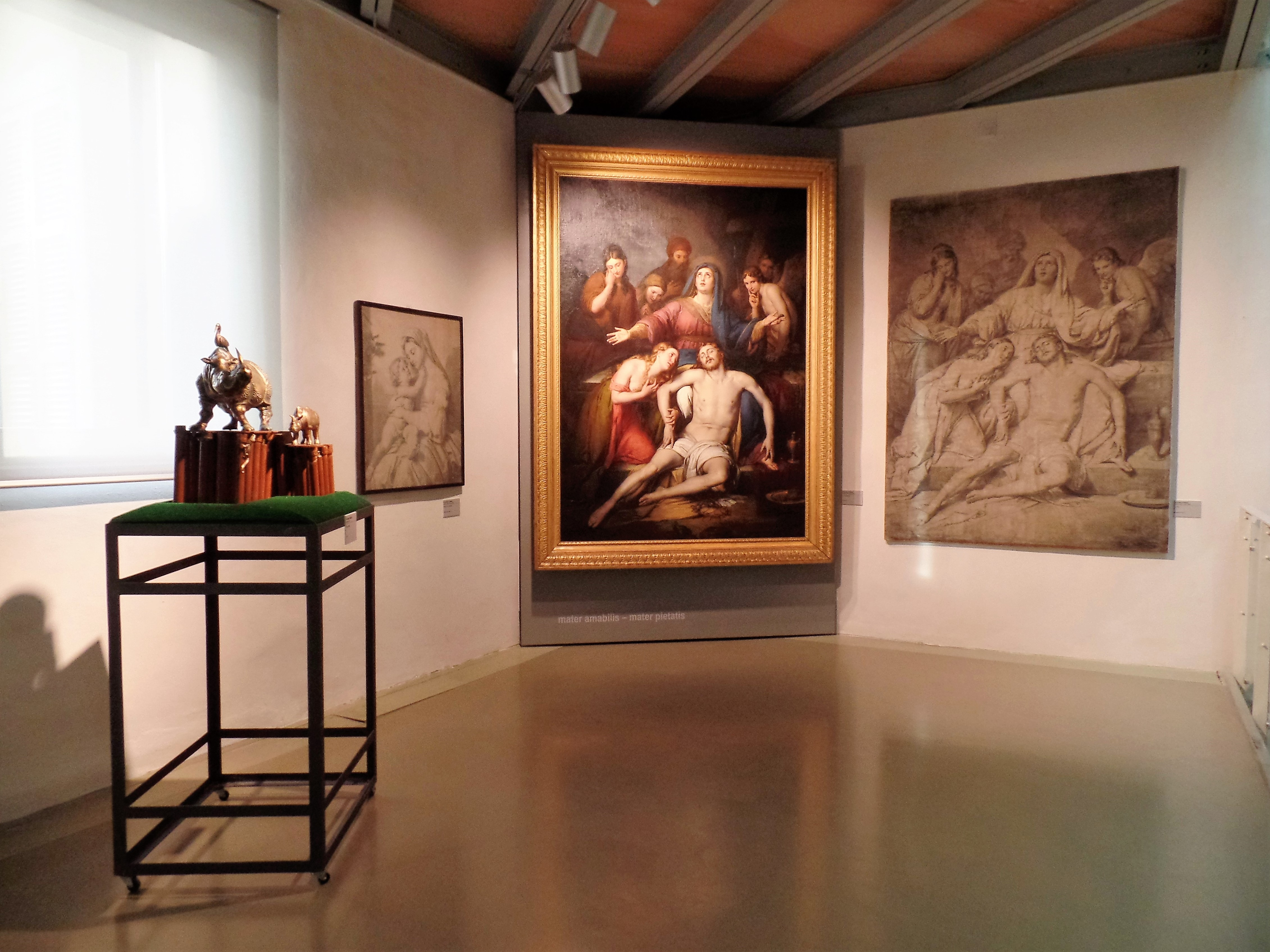
La déposition de Podesti avec le dessin préparatoire à côté. A gauche, le modèle de la sculpture Mater amabilis de Valeriano Trubbiani.
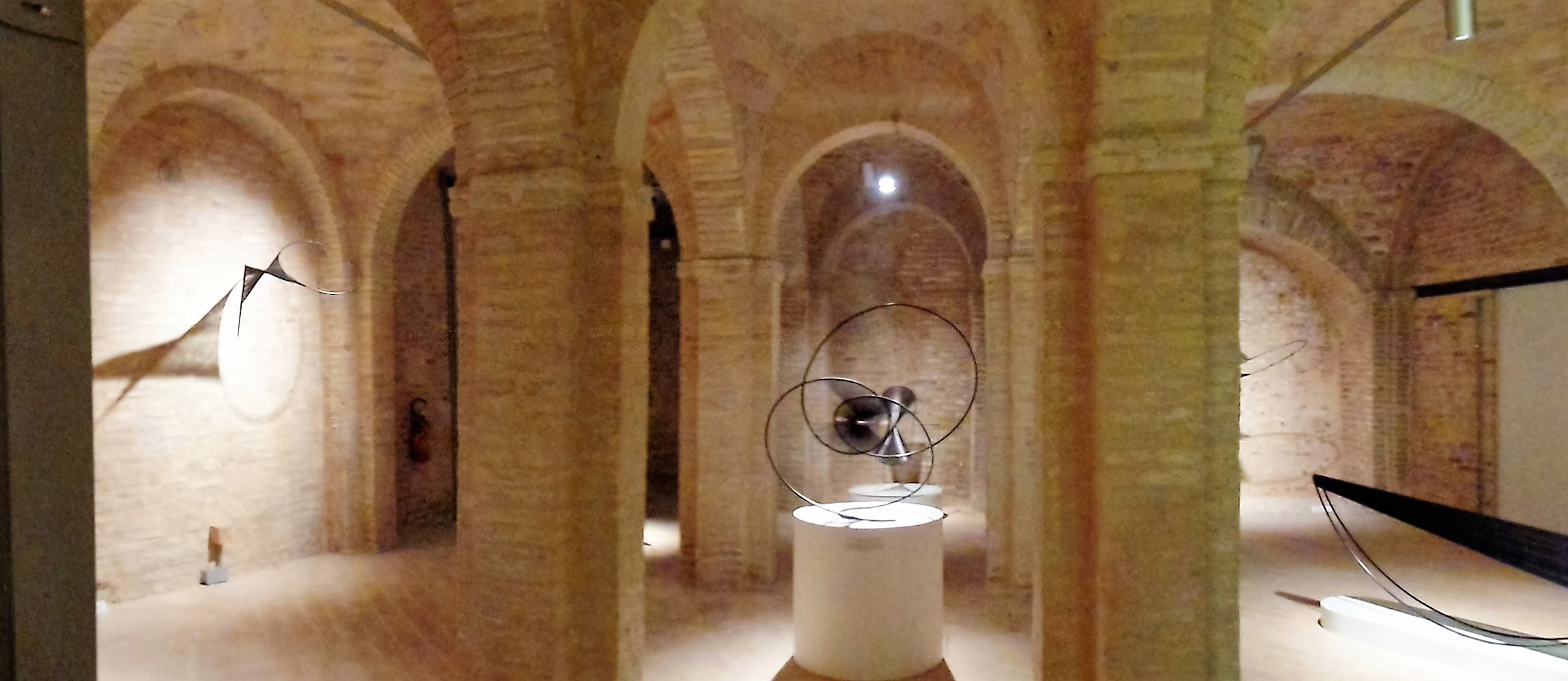
Une salle consacrée à l'art contemporain.